# تطور تباعدي

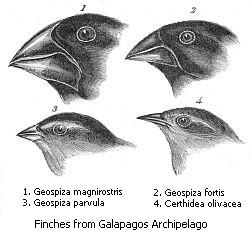
طيور داروين مثال واضح ومشهور على التطور التباعدي، حيث يتشعب نوع أصلي إلى عدد من الأنواع التي تنحدر عنه بخصائص مشابهة وأخرى مختلفة.

التطور التباعدي (بالإنكليزية: Divergent evolution)، ويُسمى أيضًا الانتخاب التباعدي (بالإنكليزية: Divergent selection)، هو تراكم الاختلافات بين الأفراد المتقاربة ضمن النوع الواحد، ما يؤدي إلى الانتواع. عادةً ما يحدث التطور التباعدي عندما تنفصل مجموعتان نتيجةً لحاجز جغرافي (مثل الانتواع متباين المواطن، والانتواع الخارجي) وتتعرضان لضغوط انتقائية مختلفة تقود عمليات التكيف للبيئة الجديدة. وبعد التطور المستمر عبر العديد من الأجيال، يصبح الأفراد أقل قدرةً على التهاجن مع بعضهم. كان عالم التاريخ الطبيعي الأمريكي، جون توماس غوليك (1832-1923)، أول من استخدم مصطلح «التطور التباعدي»، ثم انتشر استخدام هذا المصطلح بشكل واسع في الأبحاث التطورية الحديثة. تتضمن الأمثلة الكلاسيكية للتباعد في الطبيعة التشعب التكيفي لعصافير غالاباغوس، أو اختلافات الألوان في أفراد النوع الواحد التي تعيش في مساكن مختلفة مثل الفئران الجيبية وسحالي الأسوار.
يمكن أيضًا تطبيق هذا المصطلح على التطور الجزيئي، مثل البروتينات الناشئة من الجينات المتناددة. ويمكن توضيح التطور التباعدي من خلال الجينات الأورثولوجية (الناتجة من حدث الانتواع) والجينات المتناسخة (الناتجة من التكرار الجيني). فمن خلال التكرار الجيني، يمكن أن يحدث التطور التباعدي بين جينين بنفس النوع. تتشابه الأنواع التي تباعدت نتيجةً لأصلها المشترك، ولهذا يمكن اعتبار هذا التشابه تناددًا. وعلى النقيض، ينشأ التطور التقاربي عندما ينشأ التكيف بشكل مستقل مكونًا هياكل مماثلة، مثل أجنحة الطيور وأجنحة الحشرات.

## صياغة المصطلح، وتعريفه، واستخدامه
يُعتقد أن جون توماس غوليك كان أول من استخدم مصطلح التطور التباعدي. من الشائع تعريف التطور التباعدي بأنه عملية تحدث عندما تُطور مجموعتان من نفس النوع سمات مختلفةً لكي تتكيف مع الضغوط البيئية والاجتماعية المختلفة. وتتضمن الأمثلة المتنوعة لهذه الضغوط الافتراس، وإمدادات الطعام، والتنافس على التزاوج. ويُعتقَد أن الأعضاء السمعية لبعض الحشرات الليلية تطورت بسبب حاجتها لسماع الموجات فوق الصوتية بواسطة هذه الأعضاء لتتمكن من استشعار مفترسيها في الظلام. ولا توجد هذه الأعضاء السمعية غالبًا في الحشرات غير الليلية، والتي لا تواجه خطر المفترسات الليلية.

## الأسباب
تخضع الحيوانات للتطور التباعدي لعدد من الأسباب: وجود المفترسات أو غيابها، والتغيرات البيئية، والوقت الذي تكون فيه حيوانات معينة في قمة نشاطها.

### المفترسات
سبَّب غياب المفترسات (الطيور والثدييات المفترسة) عند أعشاش طير الزمج الموجودة على جوانب الأجراف، فقدان مجموعة محددة من هذا النوع لسلوك الهجوم الجماعي الموروث من أسلافها، والذي كان يظهر على هذه الطيور حتى تحمي صغارها. فقدت مجموعة الزمج لهذا السلوك الطبيعي الخاص بنوعها عندما استوطنت هذه المجموعة بمنطقة تتعرض فيها صغارها لخطر ضئيل من المفترسات. تطور هذا السلوك في البداية لحماية الأعشاش الموجودة على مستوى سطح الأرض، والتي كانت تحمي الصغار من المفترسات المختلفة مثل الزواحف، والثدييات، والطيور الأخرى.

### البيئة
كانت منطقة الأعشاش على جوانب الأجراف مسؤولةً عن خسارة مجموعة طيور الزمج لسلوكها بطريقة مماثلة؛ فالثدييات المفترسة صغيرة بما يكفيها للتعلق فقط عند حواف الأجراف بجانب طيور الزمج ولكن لن تتمكن سلالتها من تسلق هذه الأجراف، ولن تكون الطيور المفترسة أيضًا قادرةً على المناورة بالقرب من واجهة الجرف بالإضافة إلى تأثرها بأحوال الطقس في هذه المنطقة.

## الفروق
دائمًا ما يقترن التطور التباعدي بالتطور التقاربي؛ إذ يتشابهان ويختلفان في جوانب متنوعة مثل احتمالية تطور شيء ما، وماهية هذا الشيء، وسبب تطوره. ويُنصح بمقارنة التطور التباعدي مع التطور التقاربي والتطور المتوازي على حد سواء.

### التطور التباعدي مقارنةً بالتطور التقاربي
يمكن تعريف التطور التقاربي بأنه تطور سمة مشابهة يحدث في نوعين مختلفين من الحيوانات نتيجةً لمعيشة هذين النوعان في بيئات متشابهة في وجود ضغوط بيئية متماثلة، مثل المفترسات وإمدادات الطعام. يختلف التطور التقاربي عن التطور التباعدي في أن الأنواع المتطورة فيه مختلفة بينما تتشابه السمات المُطوَّرة فيما بينها. ويعتبر تطور القرون عند عدد من الأنواع المختلفة للمنافسة على التزاوج، والموارد، والأرض أحد الأمثلة على التطور التقاربي.

### التطور التباعدي مقارنةً بالتطور المتوازي
يخلق التطور المتوازي سمةً متشابهةً في الأنواع المنحدرة من سلف مشترك. وهو شبيه بالتطور التباعدي في أن الأنواع تنحدر من نفس السلف، ولكنه يختلف عنه في أن السمة المطورة تكون متماثلةً بينما تكون مختلفةً في التطور التباعدي. ومن ضمن الأمثلة على التطور المتوازي؛ تطوير القدرة على الطيران الانزلاقي عند نوع محدد من الضفادع الشجرية، وهو «الضفادع الطائرة»، في عائلات العالم القديم وعائلات العالم الجديد على حد سواء. تتميز هذه الضفادع بامتلاكها «لأيدٍ وأقدام كبيرة، مع وجود أنسجة تغطي جميع الفراغات بين أصابع اليد والقدم بشكل كامل، وألواح جلدية على جوانب أذرعها وسيقانها، مع انخفاض وزنها بالنسبة لطولها الكلي».

## عصافير داروين
تعتبر عصافير داروين أحد أشهر الأمثلة على التطور التباعدي. اكتشف داروين، خلال رحلاته إلى جزر غالاباغوس، عدة أنواع مختلفة من العصافير التي تنحدر من سلف مشترك. وعاشت هذه العصافير على أنظمة غذائية متنوعة، وكانت مناقيرها مختلفةً في الشكل والحجم بما يتناسب مع نظامها الغذائي. ومن المعتقد أن هذه التغيرات في حجم وشكل المناقير كانت ضروريةً لتتوافق مع تغيرات النظام الغذائي لهذه الطيور. وتميزت بعض عصافير غالاباغوس بمناقير أضخم وأقوى لتتمكن من استخدامها في تكسير المكسرات. يوجد نوع آخر من المناقير يسمح للطيور باستخدام أشواك الصبار في طعن الحشرات الموجودة داخل لحاء الأشجار.

## التطور التباعدي في الكلاب
يعتبر أصل الكلب المدجن والذئب الحديث أحد الأمثلة الجيدة الأخرى على التطور التباعدي. انحدرت الكلاب والذئاب من سلف مشترك. دعم التشابه في تسلسلات الحمض النووي المتقدري بين 162 ذئبًا من مناطق متنوعة حول العالم و140 كلبًا من 60 سلالةً مختلفةً، والذي توصل العلماء إليه عبر أبحاث الجينوم، نظرية تباعد الكلاب والذئاب من سلفهما المشترك. تتشارك الذئاب والكلاب في شكل جسدي متشابه، وجماجم ذات أحجام متقاربة، بالإضافة إلى تشكيل متشابه للأطراف، ما يدعم صحة تقارب بنيتهما الجينية، وبالتالي وجود سلف مشترك لهما. وعلى سبيل المثال، تتشابه كلاب الملموت والهاسكي مع الذئاب من الناحية الجسدية والسلوكية. وتتقارب كلاب الملموت والهاسكي بشكل كبير في حجم الجسد وشكل الجمجمة. وتتشارك الهاسكي مع الذئاب في أنماط متشابهة للفراء المغطي لهما بالإضافة إلى تحملهما لدرجات الحرارة الباردة. وفي أوضاع نظرية، أُجريت محاكاة لأحداث التوالد والطفرات لتوضيح تطور سلوك الذئاب على مدار عشرة أجيال. وتوصلت النتائج إلى أن الجيل الأخير من الذئاب كان أكثر أُلفةً وأقل عدائيةً، وبالرغم من ذلك، كانت الحالة المزاجية للذئاب متقلبةً إلى حد كبير من جيل إلى آخر.